# Anicika (film)
Anicika (în rusă Аннычка, transliterat: Annîcika, în ucraineană Анничка, transliterat: Annîcika) este o dramă ruso-ucraineană⁠(d) din 1968. Acțiunea filmului, care a fost produs la Studioul de Film Dovjenko, are loc în anul 1943 și se referă la o fată huțulă interpretată de Liubov Rumeanțeva⁠(d). În 1969 a primit premiul Turnul de Aur la Festivalul de Film de la Phnom Penh din Cambodgia. Regizorul a primit un premiu special la Festivalul de Film de la Kiev. Filmul a avut un mare succes comercial, fiind vizionat în anul 1969 de 25,2 milioane de spectatori în cinematografele din URSS.

## Rezumat
Filmul prezintă o poveste de dragoste din timpul celui de-al Doilea Război Mondial în 1943. O fată huțulă pe nume Anicika se trezește în mijlocul ostilităților și face cunoștință cu un soldat rănit în pădure. Având grijă de soldat, ea se îndrăgostește de el și se întoarce împotriva iubitului ei din sat, care a devenit colaborator nazist. După ce i-a spus tatălui ei despre decizia de a fugi cu soldatul, ea îl aduce pe tatăl ei la disperare și, în cele din urmă, la nebunie. Povestea se termină într-o notă tragică, atunci când tatăl își ucide fiica.

## Distribuție
- Liubov Rumeanțeva⁠(d) ca Anicika, Anna Kmet, fiica lui pan Kmet
- Grigore Grigoriu ca Andrei, soldat rănit al Armatei Roșii originar din Ucraina Centrală
- Konstantin Stepankov⁠(d) ca pan Kmet, țăran huțul bogat
- Ivan Mîkolaiciuk în rolul lui Roman Derych, mirele lui Annychka, tânăr huțul, care devine un Hilfspolizei⁠(d) german și gardian într-un centru de detenție pentru prizonieri de război
- Borislav Brondukov ca Krupyak, el este și pan Krupenko, ofițer șef Hilfspolizei
- Anatolii Barciuk⁠(d) în rolul lui Yaroslav, fermierul lui pan Kmet
- Ivan Havrîliuk⁠(d) în rolul lui Ivanko, tânăr huțul, prietenul lui Roman, simpatizant partizan, pe care Hilfspolizei cu fasciștii l-au făcut să danseze pe sticlă spartă și apoi l-au împușcat
- Olha Nojkyna ca Maria, mama Anicikăi
- Vasîl Sîmcîci⁠(d) ca Semion, fermierul lui Pan Kmet
- Fedir Strîhun⁠(d) ca Fiodor, partizan
- Vitalii Rozstalnîi⁠(d) ca Viktor, partizan
- Ninel Jukovska ca Serafima, fiica preotului
- Viktor Stepanenko⁠(d) ca Viktor, prizonier sovietic
- Viktor Miroșnîcenko⁠(d) ca șef al satului

## Lansare
A fost lansat în anul 1969 și a avut parte de succes comercial, fiind vizionat de 25,2 milioane de spectatori în cinematografele din Uniunea Sovietică.